# Systolische meetkunde

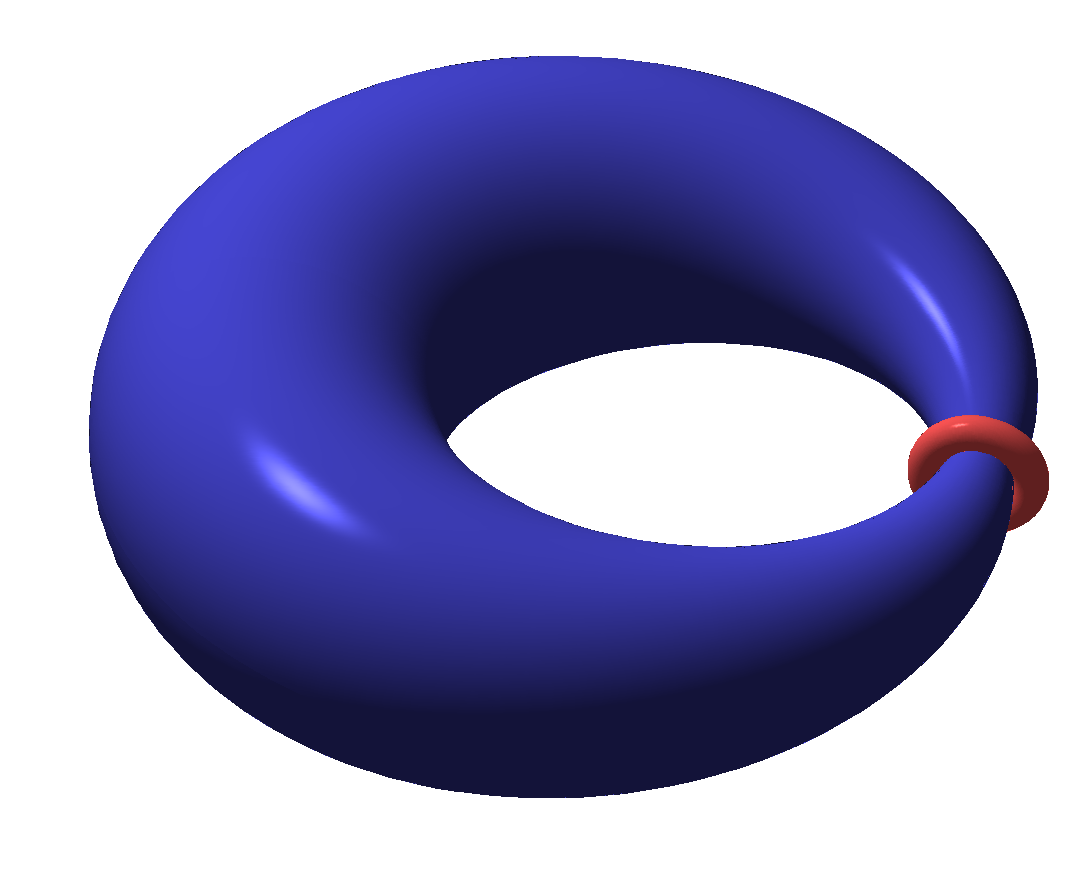
Kortste lus van een torus

In de differentiaalmeetkunde, een deelgebied van de wiskunde, is de systolische meetkunde de studie van systolische invarianten van variëteiten en veelvlakken, zoals oorspronkelijk bedacht door Charles Loewner en verder ontwikkeld door Michail Gromov, Michael Freedman en anderen, in haar rekenkunde, ergodische, en topologische manifestaties. 

## De notie van een systole
De systole van een compacte metrische ruimte {\displaystyle X} is een metrische invariant van {\displaystyle X}, die wordt gedefinieerd als de kleinste lengte van een niet-samendrukbare lus in {\displaystyle X} (dat wil zeggen een lus die niet kan worden samengedrukt in een punt in de omgevende ruimte {\displaystyle X}). In meer wiskundig jargon minimaliseert men de lengte over de vrije lussen die de niet-triviale conjugatieklassen in de fundamentaalgroep van {\displaystyle X} representeren. Wanneer {\displaystyle X} een grafiek is, wordt naar de invariant gewoonlijk verwezen als de omvang, dit naar aanleiding van een artikel van W. T. Tutte uit 1947. Mogelijk geïnspireerd door Tutte's artikel begon Loewner in de late jaren 1940 na te denken over systolische vragen over oppervlakken. Dit resulteerde in 1950 in een proefschrift door Loewner zijn leerling Ming Pao Pu. De term "systolisch" werd overigens pas een kwart eeuw later, door Marcel Berger, bedacht. 
Deze lijn van het onderzoek kreeg in het academisch jaar 1961-62 naar het schijnt een nieuwe impuls door een opmerking van René Thom in een gesprek met Berger in de bibliotheek van de Universiteit Straatsburg. Verwijzend naar de systolische ongelijkheden in recent verschenen publicatie van R. Accola en C. Blatter riep Thom naar verluidt: Mais c'est fondamental! (deze resultaten zijn van fundamenteel belang!)

## Publicaties
Vervolgens populariseerde Berger het onderwerp in een reeks van artikelen en boeken, meest recentelijk in het in maart 2008 verschenen nummer van de Notices van de American Mathematical Society (zie verwijzing hieronder). Een bibliografie op de Website voor systolische meetkunde en topologie bevat op dit moment meer dan 160 artikelen. 
Systolische geometrie is een zich snel ontwikkelend onderzoeksgebied, met een aantal recente publicaties in vooraanstaande tijdschriften. Onlangs (zie het artikel uit 2006 door Katz en Rudyak hieronder) is een link gelegd met de Lyusternik-Schnirelmann-categorie. Het bestaan van een dergelijk verband kan worden gezien als een stelling in de systolische topologie.